# Cruz Victoria para Australia
La Cruz Victoria para Australia es el más alto reconocimiento en el Sistema de Honores Australiano, superando a la Cruz Victoria como emisión hacia los australianos. La Cruz Victoria para Australia es la "condecoración de acuerdo al reconocimiento a las personas que en presencia del enemigo, llevaron a cabo actos de notable gallardía, o desafiaron o con preeminentes actos de valor o auto-sacrificio o demostraron una extrema devoción al deber".
La Cruz Victoria para Australia fue creada por cartas patentes firmadas por Isabel II, Reina de Australia, el 15 de enero de 1991. Está enumerada igual que la primera Cruz Victoria Británica en el Orden de Portar Australiano con precedencia en Australia sobre todas las órdenes, decoraciones o medallas. La decoración puede ser otorgada a los miembros de la Fuerza Defensora Australiana y otras personas determinadas por el Ministro de Defensa australiano. Una persona a quien se le ha otorgado la Cruz Victoria para Australia es nombrado con las iniciales CV en las nominales de correo que se colocan después del nombre de la persona.
El Gobernador General de Australia otorga la Cruz Victoria para Australia, con la aprobación del Soberano tras la recomendación del Ministro de Defensa. La primera medalla fue otorgada el 16 de enero de 2009 a Trooper Mark Donaldson, por rescatar a un intérprete de las fuerzas de coalición de un fuerte incendio en Oruzgan, provincia de Afganistán. El premio de Donaldson llegó casi 40 años después de que el oficial Keith Payne se convirtiera en el último australiano en ser premiado con la original Cruz Victoria, dada su galantería el 24 de mayo de 1969 durante la Guerra de Vietnam. A diferencia de la original Cruz Victoria donde la declaración del premio era seguida tiempo después por la presentación del premio, la declaración y la presentación de todos los premios CV para Australia ocurrían en la misma ocasión con la presentación del gobernador general y en presencia del Primer Ministro. Tanto los receptores del CV para Australia como el original, tienen derecho a la asignación Cruz Victoria bajo la Ley de Derechos de los Veteranos 1986.

## Historia

### Medalla Original
El 29 de enero de 1856, la Reina Victoria firmó en una Orden Real que oficialmente instituyó la Cruz Victoria. La orden fue retroactiva en 1854 para reconocer los actos de valor efectuados durante la Guerra de Crimea. La Cruz Victoria sería una reproducción de los cascabeles de bronce de dos cañones capturados por los rusos en el Asedio de Sevastopol. De cualquier forma, el historiador John Glanfield probó con uso de los rayos X y viejas Cruces Victoria, que el metal utilizado provenía de antiguas armas chinas, no de origen ruso.
Los barriles del cañón usados para la fabricación de las medallas está ubicado en afuera del comedor de oficiales, en la Artillería Real de Barracks en Woolwich. La porción restante de el único cascabel existente pesa 10 kilogramos y está guardada en un depósito mantenido por el regimiento no. 15, Real Corporación de logística en MoD Donnington; solo puede ser removido solo bajo una guardia armada. Una simple compañía de joyería, Hancocks de Londres, establecida en 1849, ha sido responsable de la producción de cada medalla desde su origen. Las Cruces Victoria tanto las de Australia como las de Nueva Zelanda son hechas del mismo metal de armas como las originales.
La medalla original fue otorgada a 96 australianos; 90 de ellos fueron dadas por acciones hechas mientras servían en las unidades australianas; 6 fueron otorgadas por las acciones hechas al servicio de otras unidades. 64 premios fueron por las acciones durante la Primera Guerra Mundial, nueve de ellos por las acciones durante la Campaña Gallipoli. Veinte medallas fueron dadas por las acciones durante la Segunda Guerra Mundial, y las otras medallas por acciones en la Segunda Guerra Bóer, la Guerra Civil Rusa y la Guerra de Vietnam. El último receptor fue el oficial Keith Payne, por galantería el 24 de mayo de 1969 durante la Guerra de Vietnam. Payne fue premiado con la medalla por promover un rescate para más de 40 hombres.

### Premios independientes de Mancomunidad
En los últimos 70 años varias mancomunidades han introducido sus propios sistemas de honor, completamente independientes del Sistema de Honores Británico. Australia, Canadá y Nueva Zelanda han introducido cada unos sus propios reconocimientos por galantería y valentía, remplazando los reconocimientos tales como la Cruz Militar con sus propios premios. La mayoría de las mancomunidades aun reconocen la Cruz Victoria como el mayor reconocimiento al valor.
Con la expedición de las cartas patentes de la reina de Australia el 15 de enero de 1991, Australia se convirtió en el primer campo de mancomunidad que instituía a separar el premio Cruz Victoria con su propio sistema de honores. A pesar de que es un premio aparte, la aparición de la Cruz Victoria para Australia es idéntica a su equivalente Británico. Canadá siguió su ejemplo cuando en 1993, la reina Elizabeth II como la Reina de Canadá firmó la carta patente creando la Cruz Victoria Canadiense. La versión canadiense tiene una inscripción diferente, al igual que fue creada con un metal diferente que no está especificado. La leyenda ha sido cambiada de "por valor" al latín PRO VALORE. A pesar de que la CV canadiense ha sido creada, ninguna ha sido otorgada. En 1999, Nueva Zelanda creó la Cruz Victoria para Nueva Zelanda, idéntica a las Cruces Victoria australianas y británicas, y esta ha sido otorgada una sola vez, el 2 de julio de 2007 al cabo Willie Apiata.

## Apariencia

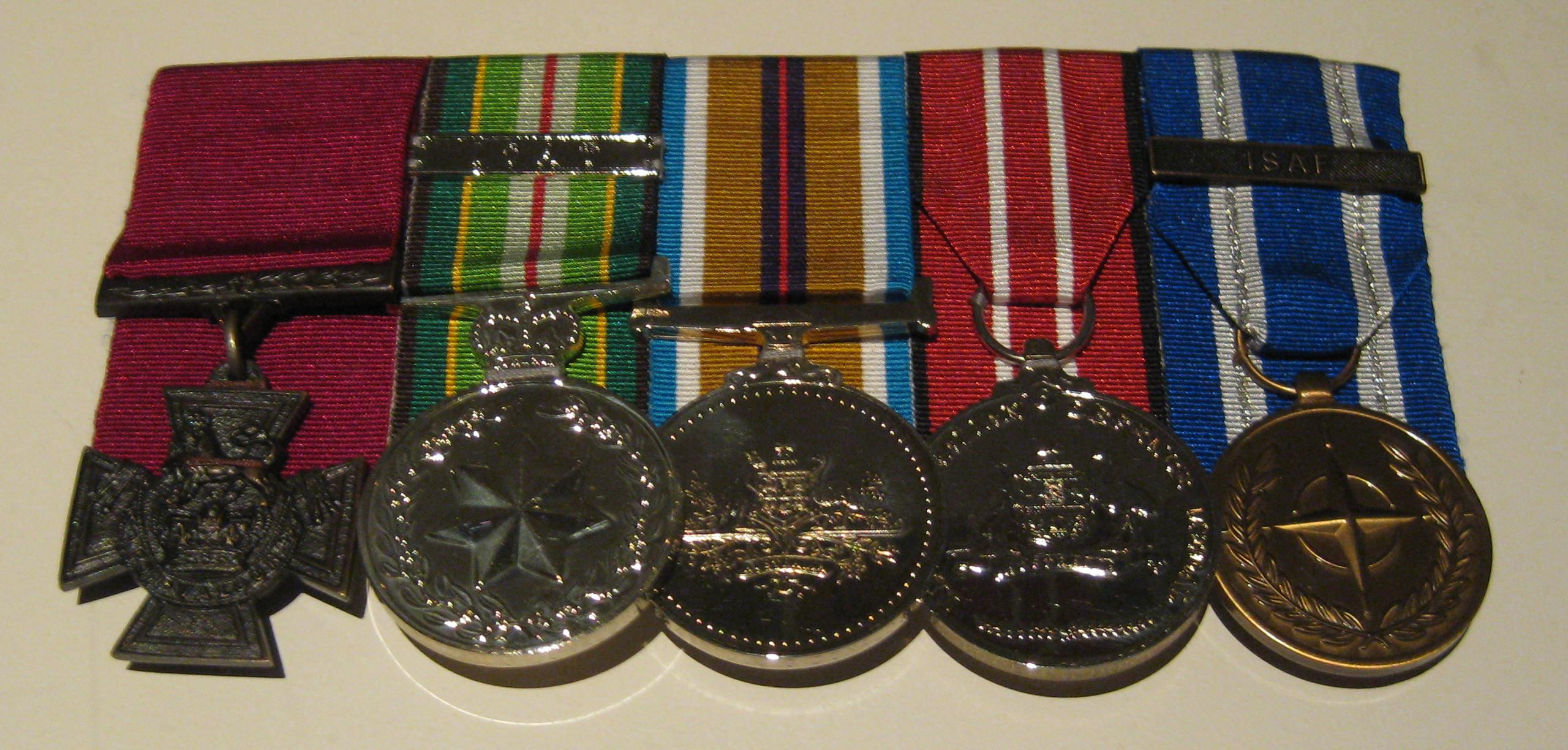
Trooper Donaldson's medals on display at the Australian War Memorial. His Victoria Cross for Australia is at left.

La Cruz Victoria para Australia es idéntica al diseño original. Es una "cross patee" de 41 milímetros de alto, 36 milímetros de ancho. Los brazos de la cruz sobresalen de los bordes. El anverso lleva un león coronado parado en la corona real con las palabras 'FOR VALOUR' (al valor) inscritas en un rollo semicircular debajo de la corona. Los osos del reverso levantan bordes con los brazos de la cruz y la fecha en la cual la cruz fue otorgada está grabada en un círculo en el centro. La inscripción decía originalmente FOR BRAVERY (por valentía), hasta que fue cambiada bajo la recomendación de la reina Victoria, quién pensó que se podía considerar erróneamente que solo los receptores de la Cruz Victoria eran valientes en batalla. La decoración, la barra de suspensión y la tinta pesan aproximadamente 27 gramos.
La cruz está suspendida por un anillo con remates "V" a una barra ornamentada con hojas de laurel, a través de la cual pasa una cinta. El reverso de la barra de suspensión está grabado con el nombre de la persona que recibe, su rango, número y unidad. El reverso de la medalla es un panel circular, en el que la fecha del acto es premiada y está grabado en el centro. La cinta es carmesí, y es de 38 milímetros de ancho. Además las órdenes del estado establecen el color rojo, y es definido por la mayoría de los comentaristas como carmesí o rojo vino.

## Otorgamiento
La Cruz Victoria es otorgado por 

... mas notable gallardía,o algún acto atrevido o preeminente-de valor o sacrificio o extrema devoción al deber en presencia del enemigo.

Los premios son concedidos por el gobernador general y con la aprobación del soberano. La orden de la Cruz de Victoria para Australia difiere notablemente de la orden imperial. La nueva orden no especifica ningún proceso particular para recomendaciones, a pesar de que se espera de que cualquier recomendación pase a través de la jerarquía militar al ministro de defensa. La nuevo orden también permite a "otras personas determinadas por el ministro de defensa para los propósitos de su regulación". El autor Robert Macklin ha especulado que esto ha abierto un campo de elegibilidad para policías, mujeres y civiles durante un acto terrorista. Él continua diciendo que a partir de "separar la CV de sus raíces y tradicionales el gobierno de Hawke puede ser acusado, con un poco de justicia, de devaluar el honor...". Los premios subsecuentes del la Cruz Victoria para Australia para el mismo individuo se hará en forma de barra de la Cruz. Cuando una persona haya sido premiada una segunda o tercera o en más ocasiones, las nominaciones "CV y barra" o "CV y barras" podrán ser usadas.

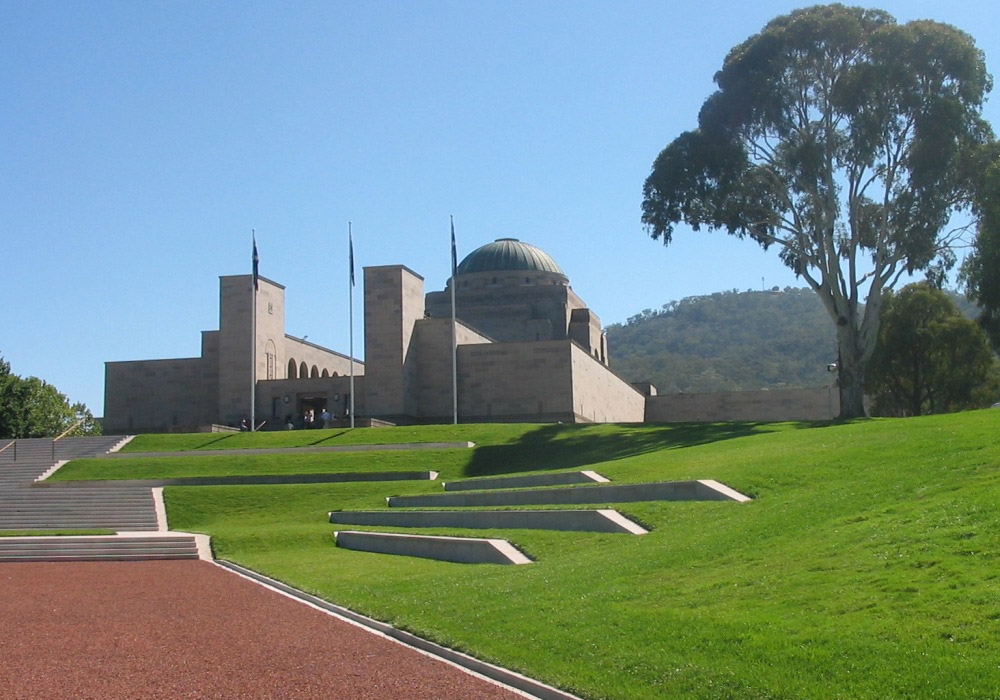
The Australian War Memorial which currently holds 66 Victoria Crosses

La Cruz Victoria de Australia es el mayor premio en el Orden de Precedencias de Honores Australiano. Como tal, toma precedencia sobre todas las otras órdenes y reconocimientos. Esta post-nominal es válida solo con los destinatarios y no es transferible a los herederos del recibidor. "La tradición sostiene que incluso el oficial de más alto rango deberá saludar a aquella persona que se le haya otorgado una Cruz Victoria como una marca del máximo respeto por su acto de valor". Mientras que ha sido una tradición por muchos años saludar a los recibidores de la Cruz Victoria, el Manual Ceremonial de Armas Australiano, Volumen 1, Anexo B de capítulo 13 sostiene que "los ganadores de la Cruz Victoria, a no ser que ellos hayan servido como comisionados en las fuerzas armadas, no son saludados". El jefe de vuelo Marshal Angus Houston saludó a el soldado Mark Donaldson después de que este recibiera su CV. Bajo la sección 103, sub-sección (4), de la Ley de los Derechos de los Veteranos de 1986, el gobierno australiano paga pensión a cualquier persona premiada con la Cruz Victoria. El acto está fijado en una cantidad de $3,230 por año. Desde el 20 de septiembre del 2005, esta cantidad ha sido clasificada anualmente con respecto al aumento del Índice de Precios de Consumidores Australianos. Esta cantidad es adicional a cualquier cantidad que el veterano tenga asignado bajo la condecoración general de $2.10 por quincena.
Las diferentes formas de la Cruz Victoria son inherentemente valiosas, como se vio el 24 de julio del 2006, cuando en la casa de subastas Bonhams en Sydney, la CV que se le había dado a el soldado capitán de la Primera Guerra Mundial Alfred Shout, alcanzando un precio récord de $1 million. Shout había sido premiado con la Cruz Victoria después de su muerte en combate en 1915 en Lone Pine en las trincheras Gallipoli, Turquía. El comprador, Kerry Stokes, Se lo ha prestado al Memorial de Guerra Australiano para su exhibición junto con otras Cruces Victoria dadas a australianos en Gallipoli. El Memorial de Guerra Australiano en Canberra actualmente tiene 66 Cruces Victoria, 63 otorgados a australianos —incluidas la Cruz Victoria de Mark Donaldson en loan—y tres de soldados británicos, esto formó la mayor colección exhibida públicamente a nivel mundial, hasta la apertura de la galería de Lord Ashcroft en el Museo de Guerra Imperial (IWM) en Londres durante noviembre de 2010, donde se exhiben 160 CV propios de Lord Ashcroft y 48 más prestados por el IWM.

## Condecorados

### Mark Donaldson
La primera Cruz Victoria para Australia fue otorgado a Trooper Mark Donaldson al servicio de Fuerzas Aéreas Especiales por el gobernador general Quentin Bryce en la Casa Gubernamental en Canberra el 16 de enero de 2009. El 2 de septiembre de 2008, Donaldson rescató a un intérprete bajo un gran incendio enemigo en la provincia de Orgunza durante la operación Slipper, la contribución australiana a la Guerra de Afganistán.

El 2 de septiembre del 2008 Trooper Donaldson fue excepcional por la forma en que peleo durante una prolongada y efectiva emboscada enemiga. En numerosas ocasiones, dirigió de una manera exhaustiva el fuego del enemigo para permitir el movimiento de los soldados heridos a un lugar seguro. A medida que el presenciaba la batalla, vio que una interprete se encontraba herida, inmóvil y expuesta en el suelo. Ante tal adversidad, el soldado Donaldson decidió entrar al cruce del fuego del enemigo para poder proteger a su pelotón.

### Ben Roberts-Smith
El cabo Ben Roberts-Smith MG al servicio de las Fuerzas Aéreas Especiales fue galardonado con la segunda Cruz Victoria para Australia el 23 de enero del 2011. El corporal Roberts-Smith fue premiado ya que, el solo, destruyó dos posiciones de ametralladoras de Talibanes durante la Ofensiva Shah Wali Kot en Afganistán el 11 de junio del 2010. Este acto ha sido descrito similar que el de Edward Kenna.CV CoEl cabo Roberts-Smith fue previamente premiado con una medalla por gallardía en 2006 y recibir la CV lo convirtió en el miembro más condecorado al servicio de la Fuerza de Defensa Australiana.

### Daniel Keighran
El cabo Daniel Keighran del 6º Batallón, Regimiento Real Australiano fue premiado el 1 de noviembre del 2012 por sus acciones en la batalla de Derapet (provincia de Oruzgán, Afganistán) en agosto del 2010. El cabo Keighran se expuso a fuego enemigo deliberadamente, desviando el fuego de su colega herido y de aquellos que lo estaban atendiendo. Él es el tercer condecorado y el primero que no pertenece a las fuerzas especiales.

### Cameron Baird
El 13 de febrero del 2014, el Primer Ministro, Tony Abbott, anunció que el cabo Cameron Baird del 2º Comando de Regimiento sería premiado con la Cruz Victoria. El cabo Baird había sido premiando con una medalla de gallardía en 2007 y fue asesinado en Afganistán en 2013.

## Propuestas de premios retrospectivos
El 3 de abril del 2001, el senador Chris Schacht, después miembro del senado australiano, dio la noticia de que al día siguiente la sesión, introduciría una cuenta a el premio Cruz Victoria para Australia 2001 para el premio Cruz Victoria para Australia para ciertas personas. Al día siguiente, el 4 de abril del 2001, el senador Schacht introdujo la cuenta de tres miembros de las fuerzas australianas para ser reconocidos por la Cruz de Victoria para Australia. La cuenta fue leída por primera vez y el senador Schacht dio su segundo discurso en el que argumentaba que una ley que confiere a la Cruz Victoria va más allá del poder legislativo del parlamento pero que él creía que el poder de la "defensa naval y militar de la mancomunidad" bajo la sección 51(vi) de la constitución, daba al parlamento la autoridad de legislar con respecto a los honores y a los premios. De acuerdo con el procedimiento normal, el debate fue suspendido el 1 de junio de 2001, Sid Sidebottom, el miembro por Braddon introdujo la Ley de Defensa de la Enmienda (Cruz Victoria) 2001. La enmienda era similar a la del senador y Sidebottom también creía que el parlamento tenía ese poder bajo la sección 51(vi) de la constitución. Ninguna de las enmiendas fue debatida otra vez antes de la elección federal australiana en 2001. Ambos el senador Schacht y el señor Sidebottom eran miembros del partido del trabajo australiano, después en oposición y el tema fue incluido por el líder de la oposición Kim Beazley en su campaña en la siguiente elección general. Los premios fueron destinados a "levantar el perfil y el reconocimiento de tres australianos ordinarios, quienes mostraron un valor excepcional".
Los premios se hicieron después de la muerte de John Simpson Kirkpatrick ("Simpson"), Albert Cleary y Teddy Sheean por sus acciones durante la primera y la Segunda Guerra Mundial. La historia de Simpson se ha convertido en una leyenda en Australia. Él fue un camillero con el 3er campo de ambulancia australiano, y el cuerpo médico de la armada australiano en Gallipoli durante la Primera Guerra Mundial. Desembarcó en Anzac Cove el 25 de abril de 1915 y en esa primera noche tomó un burro y empezó a cargar heridos de la línea de batalla a la playa de evacuación. Él continuó este trabajo por tres semanas y media, hasta que fue eliminado bajo el fuego. De cualquier forma en 1919, El rey George V decretó que no más premios operacionales serán dados por la recién concluida guerra.
En 1965, una campaña para premiar con Cruz Victoria a Simpson dio una imagen de un burro que aparece en la parte trasera del medallón conmemorativo de Anzac que fue anunciado en 1966 y emitido por primera vez en 1967. Después de la elección federal australiana en 2007 el partido de trabajo llegó al poder y había una gran especulación sobre si la enmienda del 2001 sería re-introducida. Historiadores como Anthony Staunton, escribiendo en el Diario de Historia Militar Australiano, habían opinado que la Cruz Victoria de Australia no debería ser premiada retrospectivamente. Había sido anunciado el 13 de abril del 2011 que 13 casos de valor serían examinados después se su muerte por el gobierno de defensa de honores y apelación a premios de Australia. El tribunal primero debatió la "elegibilidad de que los 13 recibieran la Cruz Victoria, la Cruz Victoria de Australia u otras formas de reconocimiento", antes de moverse a discutir los casos individuales. Las recomendaciones de la investigación se presentaron a última instancia al gobierno, el 6 de febrero del 2013, abogando que no se haría ningún premio.